# Villa Hermosa, Tezonapa
Villahermosa (olika betydelser) är en ort i Mexiko.   Den ligger i kommunen Tezonapa och delstaten Veracruz, i den sydöstra delen av landet, 260 km öster om huvudstaden Mexico City. Villahermosa (olika betydelser) ligger 794 meter över havet och antalet invånare är 519.
Terrängen runt Villahermosa (olika betydelser) är kuperad åt nordost, men åt sydväst är den bergig. Runt Villahermosa (olika betydelser) är det ganska tätbefolkat, med 100 invånare per kvadratkilometer. Närmaste större samhälle är Cosolapa, 16,9 km öster om Villahermosa (olika betydelser). I omgivningarna runt Villahermosa (olika betydelser) växer i huvudsak städsegrön lövskog.